# 陳倬 (康熙進士)
陳倬，贵州湄潭縣人，清朝政治人物，同進士出身。

## 生平
康熙四十五年（1706年）丙戌科進士，三甲一百三十二名。康熙五十五年（1716年）任湖北蒲圻縣（今屬湖北省赤壁市）知縣。